# 273 هـ
273 هـ هي سنة في التقويم الهجري امتدت مقابلةً في التقويم الميلادي بين سنتي 886 و887.

## مواليد
- أبو عبد الله التستري
- المنذر بن سعيد البلوطي

## وفيات
- محمد بن ماجه
- هاشم بن عبد العزيز
- محمد بن عبد الرحمن بن الحكم الأموي
- خلف بن أحمد بن خالد
- أبو أمية الطرسوسي
- ابن ماجة القزويني